# Gustave-Frédéric Dollfus
Pour les articles homonymes, voir Dollfus.
Gustave-Frédéric Dollfus, né à Paris le 26 novembre 1850 et mort à Paris le 6 novembre 1931, est un géologue, malacologue et phycologue français. Issu de la famille Dollfus de Mulhouse, il a été parmi les premiers paléontologues transformistes, président à deux reprises de la Société géologique de France.

## Biographie
Il est le fils de Frédéric Dollfus (1803-1856) originaire de Mulhouse et de Noémie Martin (1820-1915), et le père de Robert-Philippe Dollfus, zoologiste.
Au cours d'un sondage effectué en 1869 dans sa propriété de Dornach (proche de Mulhouse) mis en évidence la présence de sel gemme dans le sous-sol de la région. Cette découverte allait se traduire par un événement industriel essentiel pour Mulhouse et sa région : les Mines de Potasse d'Alsace. En 1904, en effet, le trépan d'une sondeuse perfora une couche de potasse à 625 mètres de profondeur dans la plaine d'Alsace à l'Ouest de Mulhouse initiant l'exploitation du bassin potassique d'Alsace, une zone comprise dans une dépression limitée au Sud par le Jura, à l'Est par la Forêt-Noire (Vosges et Forêt Noire formaient un seul massif à l'ère primaire), à l'Ouest par les Vosges, avec deux barres, l'une dans la région du Sundgau, l'autre vers le Nord de la vallée du Rhin.
Il participe au congrès du millénaire normand à Rouen en 1911.
Il s'intéresse beaucoup à la question du tunnel sous la Manche.
Il est inhumé le 9 novembre 1931 au cimetière de Montmartre (division 4) dans la chapelle Dollfus où sont inhumés son père, Frédéric Dollfus (1803-1856), sa mère, Noémi Martin (1820-1915), son épouse, Fanny Bazin (1857-1933), et sa sœur, Agarithe Dollfus (1849-1854).

## Parcours
- Membre de la Société géologique de France (1873), secrétaire (1876) puis président (en 1896 et 1916).
- Membre de la commission de bibliographie scientifique au Ministère de l'instruction publique.
- Membre du conseil d'hygiène publique de la Seine.
- Président de l'Association des hygiénistes et techniciens municipaux.
- Collabore à la Revue critique de paléozoologie et publie des articles dans le Journal de conchyliologie.
- Fait partie du Service de la Carte géologique détaillée de la France.
- Est à l'origine d'une nouvelle classification géologique.
- A établi ou revu les feuilles de Bourges, d'Évreux, de Chartres et de Fontainebleau de la Carte géologique de la France.

## Publications
- avec E. Vieillard, Étude géologique sur les terrains crétacés et tertiaires du Cotentin, Caen, Imprimerie F. Leblanc-Hardel, 1875, 181 p. (lire en ligne), 2 planches
- Notice sur une nouvelle carte géologique des environs de Paris, Berlin, A. W. Schade, 1885, 123 p. (lire en ligne)
- avec Philippe Dautzenberg, Conchyliologie du Miocène moyen du Bassin de la Loire, t. Première partie Pélécypodes lire en ligne= https://patrimoine.sorbonne-universite.fr/viewer/2879/?offset=#page=1&viewer=picture&o=&n=0&q=, Paris, Société géologique de France, 1902, 500 p.
- Recherches géologiques sur les environs de Vichy (Allier), Paris, Comptoir géologique de Paris, 1894, 67 p. (lire en ligne)
- Observations géologiques faites aux environs de Louviers, Vernon et Pacy-sur-Eure, Caen, Imprimerie E. Lanier, 1897, 48 p. (lire en ligne), 1 planche
- avec Alfredo Dereims, Les coquilles du quaternaire marin du Sénégal, Paris, Société géologique de France, 1911, 72 p. (lire en ligne)
- Paris et ses environs, carte topographique de l'état major, carte géologique détaillée, 1890
- « Relations entre la structure géologique du bassin de Paris et son hydrographie », Annales de géographie, t. 9, no 46,‎ 1930, p. 313-339 (lire en ligne)
- « Sur le projet de tunnel sous la Manche », Bulletin de l'Association de Géographes Français, t. 7e année, no 43,‎ juin 1930, p. 54-57 (lire en ligne)

## Distinctions
- Chevalier de la Légion d'honneur (décret du 31 décembre 1907)